# Christiane Knacke
Christiane Knacke (n. 17 aprilie 1962, Berlin, RDG) este o înotătoare ce a reprezentat Republica Democrată Germană, medaliată olimpică. A participat la o ediție a Jocurilor Olimpice (1980) în care a câștigat o medalie de bronz.

## Participări
Lista de mai jos prezintă principalele competiții la care a participat Christiane Knacke de-a lungul carierei.
- swimming at the 1980 Summer Olympics – women's 100 metre butterfly[*]